# Montella (Kampanien)
Montella ist eine italienische Gemeinde mit 7285 Einwohnern (Stand 31. Dezember 2023) in der Provinz Avellino in der Region Kampanien. Der Ort ist Teil der Bergkommune Comunità Montana Terminio Cervialto.

## Geografie
Die Nachbargemeinden sind Acerno (SA), Bagnoli Irpino, Cassano Irpino, Giffoni Valle Piana (SA), Montemarano, Nusco, Serino und Volturara Irpina. Ein weiterer Ortsteil ist Tagliabosco.

## Verkehr
Der Bahnhof Montella liegt etwas östlich des Ortes an der im Personenverkehr nicht mehr bedienten Bahnstrecke Avellino–Rocchetta Sant’Antonio.

## Persönlichkeiten
- Salvatore Pelosi (* 10. April 1906 in Montella; † 24. Oktober 1974), Marineoffizier
- Giovanni Palatucci (* 31. März 1909 in Montella; † 10. Februar 1945 im Konzentrationslager Dachau), Polizist und Kommissar für Öffentliche Sicherheit
- Aurelio Fierro (13. September 1923 in Montella; † 11. März 2005), Sänger und Filmschauspieler
- Geno Auriemma (* 23. März 1954 in Montella), US-amerikanischer Frauen-Basketballtrainer der Huskies der University of Connecticut in der NCAA

## Städtepartnerschaften
- Norristown (Pennsylvania), Vereinigte Staaten – seit 1991

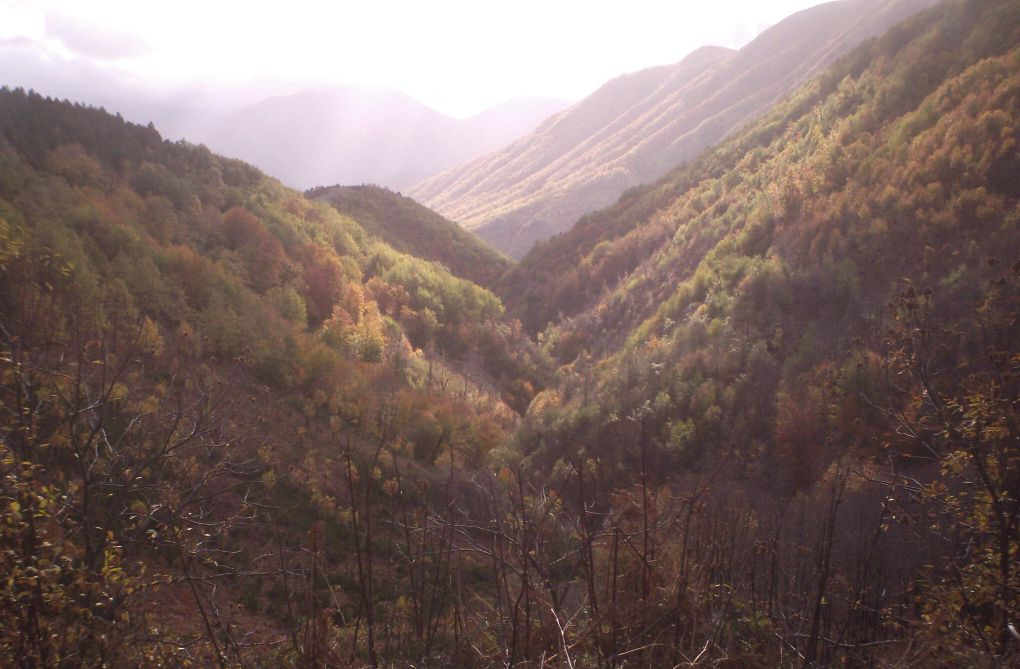
Valle del Torrente Sorbitello
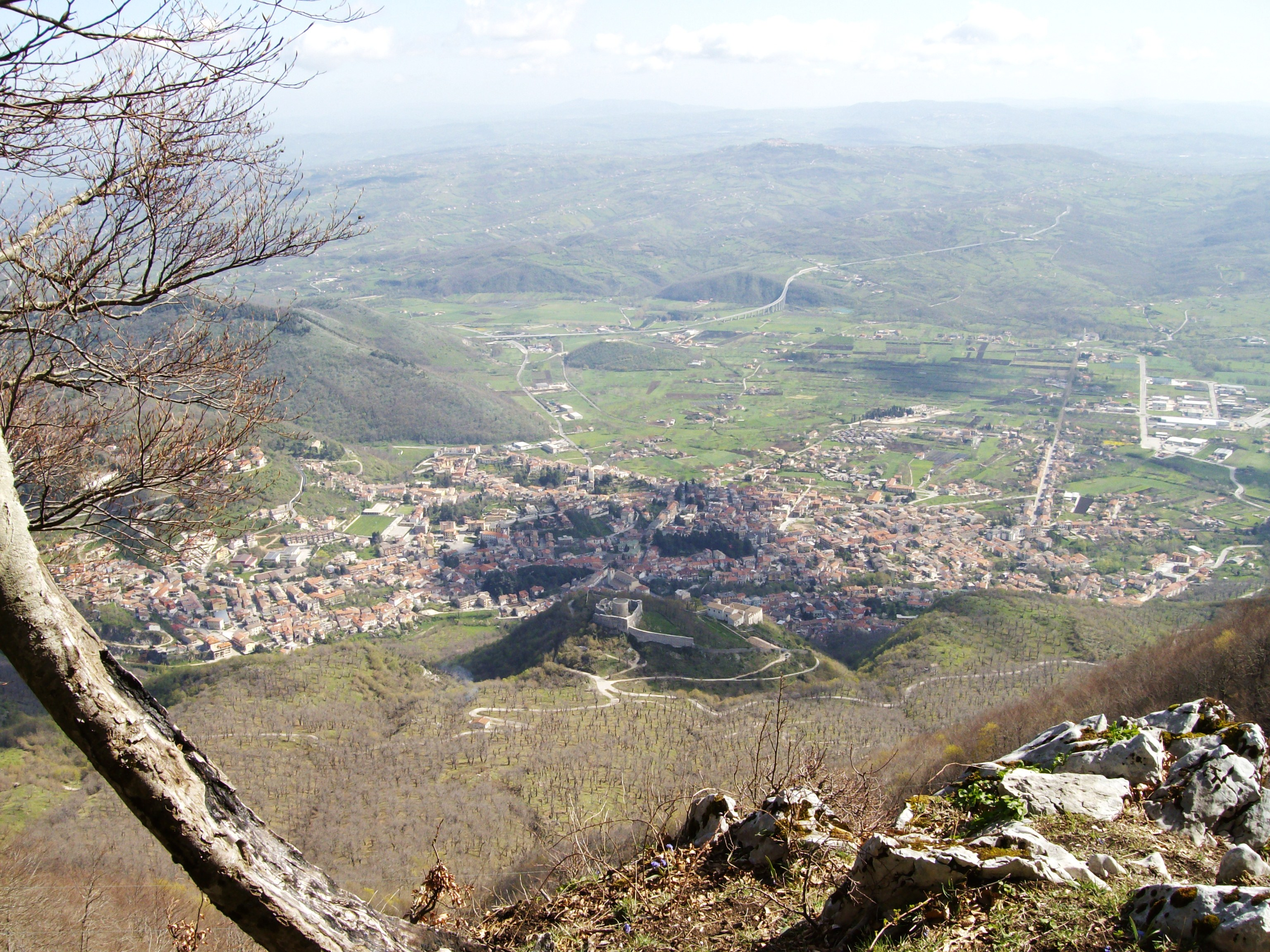
Blick auf den Ort
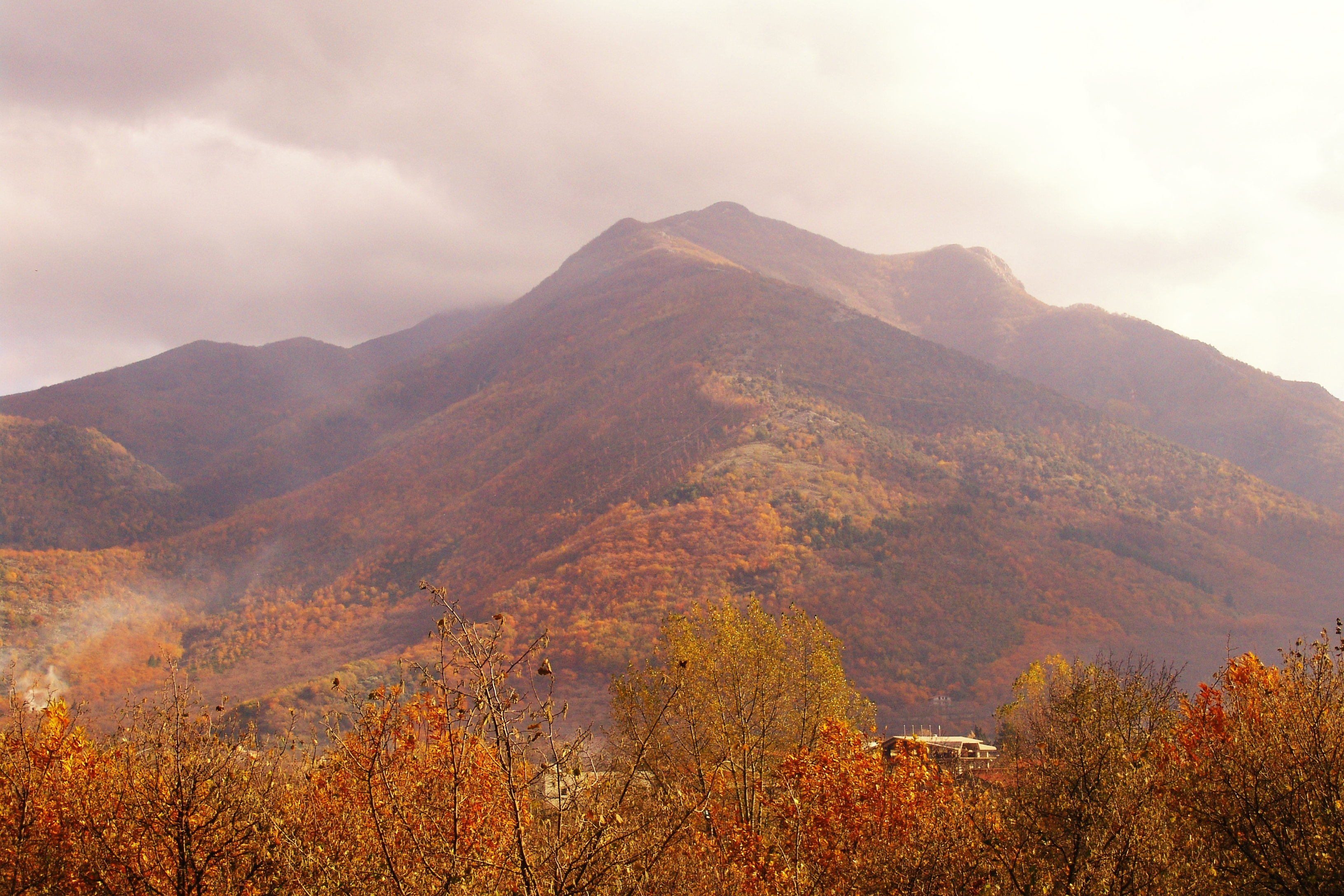
Monte Terminio